# Balan, Ain
För andra betydelser, se Balan.
Balan är en kommun i departementet Ain i regionen Auvergne-Rhône-Alpes i östra Frankrike. Kommunen ligger  i kantonen Montluel som ligger i arrondissementet Bourg-en-Bresse. Kommunens areal är 18,04 km². År 2022 hade Balan 2 878 invånare.

## Befolkningsutveckling
Antalet invånare i kommunen Balan
Referens: INSEE